# Polske musikhitliste
Den polske musikhitliste er to officielle albumhitlister og seks singlerhitlister i Polen, fastsat af ZPAV, den Polens Musikbrancheforening  (polsk: Związek Producentów Audio-Video).

## Albumhitlister
I 1970'erne og 1980'erne udgav det månedlige polske musikmagasin Non Stop et årsliste over de bedst sælgende albums i Polen. I 1990'erne, blev to månedlige salgslister, Top 50 og Top-100, offentliggjort i forskellige musik-magasiner og på radiostationer. Men den officielle ugentlige albumshitliste, OLiS, blev først lanceret i slutningen af 2000, og har siden bestået af 50 placeringer. Hertil kommer, at ZPAV har udgivet en månedligt albumhitliste. Disse hitlister er kun baseret på fysiske albumsalg fra udvalgte større detailhandlere og omfatter ikke digitalt salg. Men ZPAV tæller både det fysiske og det digitale salg i forhold til guld-, platin- og diamantcertificeringer, samt streaming tilsvarende.